# دلارام غمبارووا
دلارام غمبارووا (زادهٔ ۲۷ آوریل ۱۹۵۷، مرغیلان) بازیگر اهل اتحاد جماهیر شوروی است. از فیلم‌هایی که وی در آنها بازی کرده‌است می‌توان به فیلم افسانه سیاوش اشاره نمود.